# 加露林灣

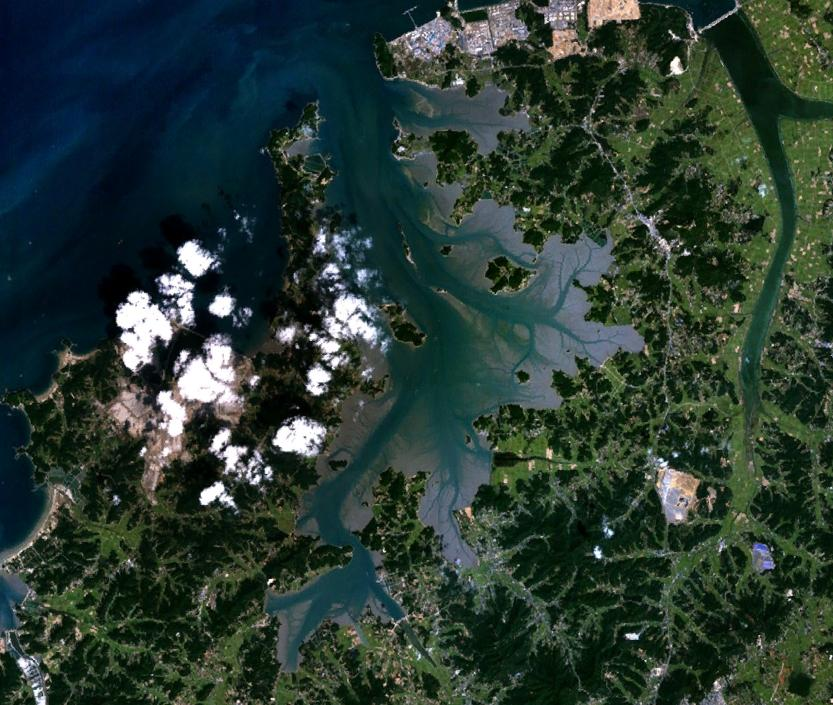
加露林灣

加露林灣（：／ Garorimman */?）是大韓民國的一個海灣，位於朝鮮半島西海岸忠清南道瑞山郡和泰安郡之間的泰安半島北部，東側屬於瑞山市，西側屬於泰安郡。
2009年，由於世界原油價格不斷飚升，韓國積極計劃在當地建設加露林湾潮汐发电站，使之與始华湖潮汐发电站合共令朝鮮半島西海岸成為世界上最大的潮汐发电區。

## 參看
- 加露林湾潮汐发电站